# أسول (إقليم الرشيدية)
 أسول  (بالإنجليزية: ASSOUL)‏ هي جماعة قروية تابعة لإقليم الرشيدية ضمن جهة مكناس تافيلالت بالمغرب.  بلغ مجموع عدد سكان أسول  حسب إحصاءات 2004 حوالي 6553  نسمة  يعيشون في  1153 أسرة.

## إحصاء عام
| السنة | عدد السكان | عدد الأسر | عدد الأجانب |
| ----- | ---------- | --------- | ----------- |
| 1994  | 8062       | 1239      | °°°°        |
| 2004  | 6553       | 1153      | 0           |